# Pseudobagarius hardmani
Pseudobagarius hardmani är en fiskart som först beskrevs av Ng och Sabaj Pérez 2005.  Pseudobagarius hardmani ingår i släktet Pseudobagarius och familjen Akysidae. IUCN kategoriserar arten globalt som otillräckligt studerad. Inga underarter finns listade i Catalogue of Life.